# Létanne
Létanne är en kommun i departementet Ardennes i regionen Grand Est (tidigare regionen Champagne-Ardenne) i nordöstra Frankrike. Kommunen ligger  i kantonen Mouzon som ligger i arrondissementet Sedan. År 2022 hade Létanne 110 invånare.

## Befolkningsutveckling
Antalet invånare i kommunen Létanne
Referens: INSEE